# Stamnodes pamphilata
Stamnodes pamphilata är en fjärilsart som beskrevs av Felder 1875. Stamnodes pamphilata ingår i släktet Stamnodes och familjen mätare. Inga underarter finns listade i Catalogue of Life.